# خانات دربند

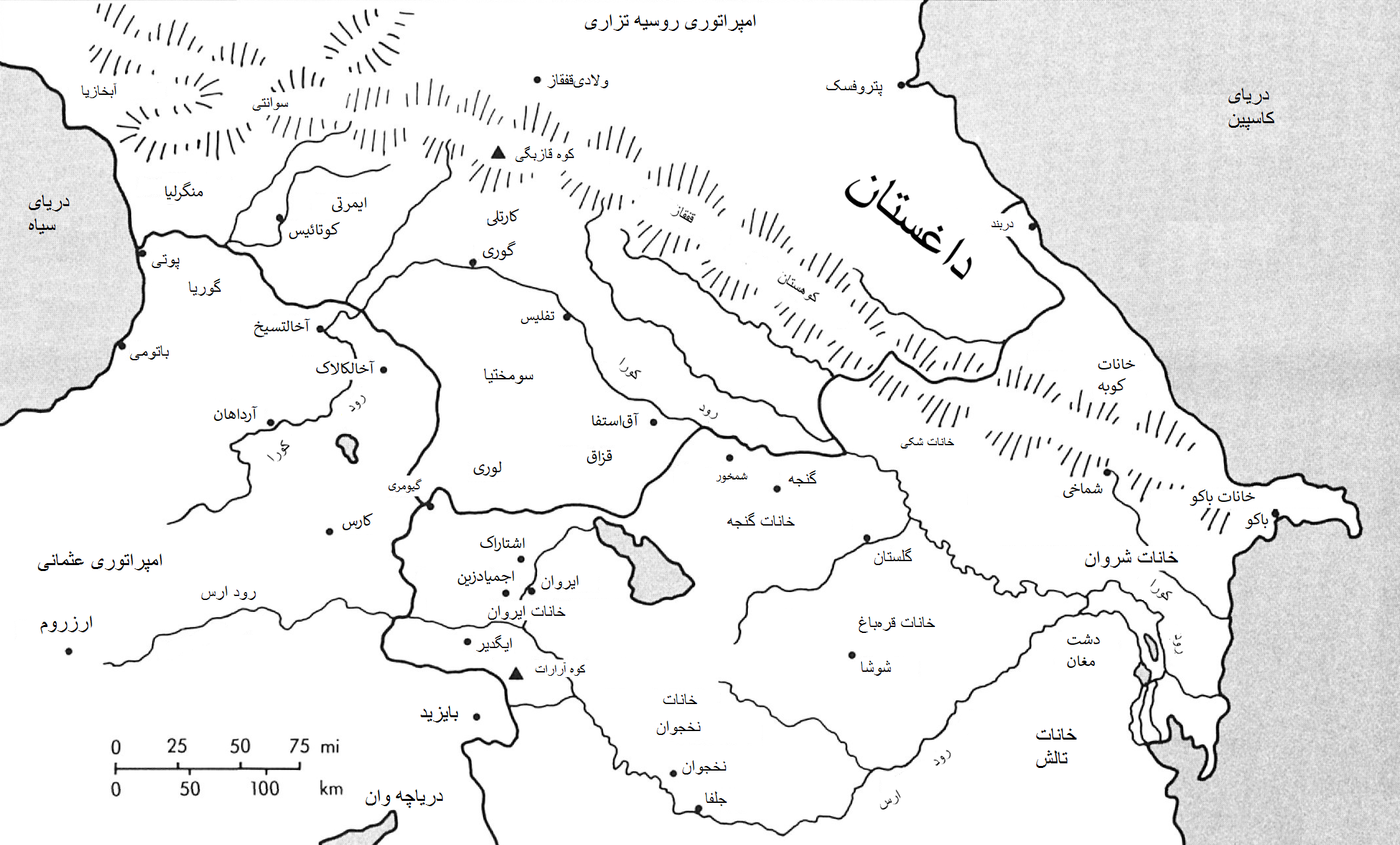
نقشه قفقاز در اوایل قرن نوزدهم میلادی

خانات دربند (ترکی آذربایجانی: Dərbənd xanlığı) یکی از خانات قفقاز بود که در زمان افشاریان تأسیس شد. جایگاه این خانات با جنوب داغستان و مرکزیت شهر دربند مطابقت دارد و شامل قبایل شمالی لزگی‌ها می‌شد. حکومت این خانات از اواخر زمان صفویه تا نادرشاه بین ایران و روسیه درجابه جایی بود که سرانجام برپایه پیمان گنجه از طرف روسیه به نادرشاه تحویل داده شدند ولی سرانجام در زمان قاجار و در نتیجه جنگ‌های ایران و روسیه برپایه پیمان گلستان در تاریخ ۳ آبان ۱۱۹۲ خورشیدی از ایران جدا شد.

## تاریخچه
از قرن ۱۶ بخش‌های بزرگی از داغستان بخشی از امپراتوری صفوی بود. در آغاز قرن ۱۸ در پی فروپاشی دولت صفوی، در قفقاز شمالی در برابر حکومت ایران شورش‌هایی به وجود آمد. روسیه و امپراتوری عثمانی که هر دو از رقیبان ایران بودند از این موقعیت به وجود آمده استفاده کردند. در ۱۷۲۲، پتر کبیر به ایران اعلام جنگ نمود و این آغاز جنگ ایران و روس (۱۷۲۲–۱۷۲۳) گشت. این اولین لشکرکشی روس‌ها برای به چنگ آوردن دربند و فراتر از آن قفقاز بود. پیش و در هنگام لشکرکشی پتر کبیر برای به چنگ آوردن دربند، امام قلی خان حاکم این شهر همانند بقیه امپراتوری صفوی یک شیعه بود. او کلید دروازه‌های شهر را به امپراتور روسیه پیشنهاد کرد.
پتر کبیر، امام قلی خان به عنوان حاکم دربند گماشت و نیروهای بومی را با واگذار کردن رتبه سرلشکر زیر فرماندهی او قرار داد. در سپتامبر ۱۷۲۳ پس از جنگ در در پی پیمان سنت پترزبورگ شاه سلطان حسین، شاه ایران که دچار نابسامانی کارها و فساد گسترده در کشور بود، ناگزیر به واگذاردن دربند در کنار بسیاری دیگر از سرزمین‌های ایران در قفقاز به روسیه شد. اما چند سال بعد در پی تیرگی شدید روابط روسیه و عثمانی و پیروزی‌های درخشان نظامی به فرماندهی نادر شاه و گسترش قلمرو ایران، روسیه خود را زیر فشار دید و در مارس ۱۷۳۵ در پیمان گنجه به منظور جلوگیری از ایجاد یک جنگ پرهزینه با ایران و همچنین برای ساخت یک اتحاد علیه دشمن مشترک عثمانی مجبور شد از تمام سرزمین‌های تسخیر شده ایران چشم پوشی کند و همچنین بر حق فرمانروایی ایران بر بسیاری از سرزمین‌هایی که در پیمان نامه رشت در ۱۷۳۲ به همان دلایل به ایران برگشت داده شده بود دوباره تأکید شد.
پس از مرگ نادر شاه در سال ۱۷۴۷ امپراتوری بزرگ او از هم پاشید و از مناطق تحت کنترل ایران در قفقاز، تعداد زیادی خانات نیمه مستقل و شبه مستقل به وجود آمد که یکی از آنها در دربند تشکیل شد. با ایجاد این این خانات در سال ۱۷۴۷، محمدحسن (و یا محمد حسین) پسر امام قلی خان به اولین خان این خانات بدل شد.

## به عنوان بخشی از خانات قوبا
در سال ۱۷۶۵ فتحعلی خان، خان قوبا با کمک شمخال و قاضی تبسران و چند تن دیگر، دربند و خانات دربند را فتح و به حکومت خود اضافه کرد. پس از فرمان بردار کردن خانات، حاکم محمد حسین خان دربندی را کور و ابتدا در قوبا و پس از آن باکو زندانی کرد. پس از مدتی محمد حسین خان در باکو درگذشت.
پس از مرگ فتحعلی خان، حکومت کوتاه شبه مستقل او فرو ریخت. جانشین او احمد خان حکومت تنها دو سال حکومت کرد و مارس ۱۷۹۱ درگذشت و پس از آن برادرش شیخ علی خان، خان جدید قوبا گشت. در نتیجه نارضایتی از سیاست‌های شیخ علی خان، دربند دوباره تبدیل به یک خانات مستقل شد و جوانترین پسر فتحعلی خان به نام حسن آقا در ماه مه ۱۷۹۹ خان جدید دربند گشت. در سال ۱۸۰۲ حسن خان درگذشت و شیخ علی خان اختیار دربند را به دست گرفت و آن را دوباره زیر حکومت قوبا درآورد.

## دورهٔ قاجاریان  و پایان خانات
در سال ۱۸۰۶‌ م. در جریان دورهٔ اول جنگ‌های ایران و روسیه این خانات توسط نیروهای روسی اشغال شد. با توجه به معاهدهٔ گلستان که در ۱۲ اکتبر ۱۸۱۳ در روستای گلستان (در قره‌باغ) به امضا رسید ایران بود مجبور به صرف نظر کردن از خانات دربند و واگذاری آن به روسیهٔ تزاری گشت. افزون‌بر دربند با توجه به شرایط سنگین معاهدهٔ ایران مجبور شد از باکو، قره باغ، گنجه، شیروان، شکی، کوبان، گرجستان و مناطق وسیعی از داغستان که مناطقی جدایی‌ناپذیر از ایران بودند صرف نظر کند.

## زمین، جغرافیا و مردم
سمیون میخایلوویچ بورنفسکی تاریخ‌دان روسی که در پایان سدهٔ ۱۸ م. از قفقاز بازدید نموده در مورد دربند نوشت:
در سال ۱۷۹۶، ۲٬۱۸۹ خانه که یکی از آن‌ها که ضرابخانه است و ۴۵۰ مغازه، ۱۵ مسجد، ۶ کاروانسراها، ۳۰ کارگاه ابریشم، ۱۱۳ کارخانهٔ تولید کاغذ، ۵۰ مغازه از صنعتگرهای مختلف وجود دارد و تعداد ساکنان از هر دو جنس ۱۰٬۰۰۰ است که اکثر ایرانیان به جز تعدادی از ارمنی‌ها پایبند به مذهب شیعه هستند. همه در اینجا فارسی صحبت می‌کنند و می‌نویسند.